# Radiogoniometro

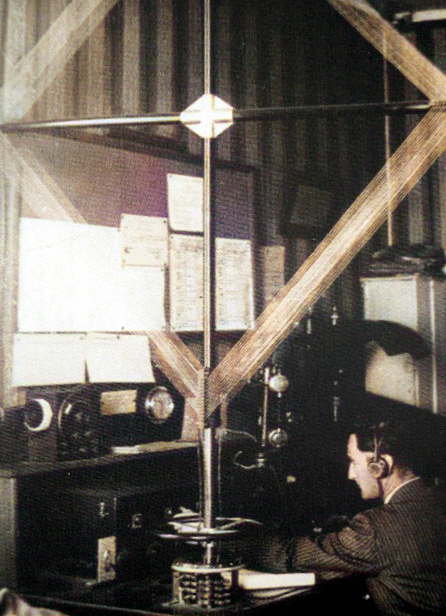
Stazione radiogoniometrica del 1922 ca. che lavorava sulle frequenze 333 kHz, 410 kHz, 500 kHz

Il radiogoniometro è un ricevitore radio dedicato al rilevamento della direzione di provenienza delle trasmissioni che riceve, grazie all'uso di antenne radio direzionali, cioè dotate di una direzione di ricezione privilegiata. I radiogoniometri sono stati uno strumento fondamentale nella navigazione aerea e marittima negli anni '30 e '40, perdendo gradatamente importanza in favore di altre tecnologie di radiolocalizzazione nella seconda metà del XX secolo.
L'uso dei radiogoniometri a scopo di navigazione aerea e marittima è permessa da una rete di radiofari, infrastrutture supportate dall'ICAO (International Civil Aviation Organization); anche se i radiogoniometri sono ormai sorpassati i radiofari sono tuttora usati, con alcune modifiche, dalle moderne tecnologie di radionavigazione.

## Storia
La navigazione radiogoniometrica si è sviluppata nella prima metà del XX secolo a scopi militari, per poter dare direzioni e posizioni anche in condizioni di visibilità pessime e sviluppare la navigazione aerea notturna.
Il radiogoniometro è stato progettato nei primi anni del XX secolo dall'ingegnere italiano Ettore Bellini e dal capitano della Regia Marina Alessandro Tosi, che lo misero a punto nel 1907 tramite alcuni esperimenti in Francia tra Le Havre e Dieppe e Boulogne-sur-Mer. Il sistema fu adottato in più paesi. A contribuire allo sviluppo ci fu anche Alessandro Artom.
Negli anni venti, grazie allo scienziato inglese Robert Watson-Watt, fu ideato un sistema noto come huff-duff. Benché pubblicizzato ampiamente a suo tempo, l'enorme potenziale militare non fu sviluppato fino alla fine degli anni trenta. Huff-duff permetteva agli operatori di determinare la posizione di una radiotrasmittente nemica in pochi secondi e divenne la parte più importante della rete di sistemi che aiutarono a sconfiggere la minaccia degli U-boot tedeschi.
Questo sistema soppiantò il sistema Bellini-Tosi.
Dopo la seconda guerra mondiale il radiogoniometro fu ampiamente utilizzato facilitando rotte e trasporti nel dopoguerra, specialmente per le compagnie aeree emergenti. Mentre negli aerei commerciali di prima della seconda guerra mondiale l'antenna del radiogoniometro era ben visibile esternamente al velivolo, grazie alle conoscenze aerodinamiche portate dalla ricerca bellica esse vennero montate all'interno di contenitori aerodinamici o addirittura integrate nella fusoliera, quando era possibile.
I sistemi di radiofari principali in funzione oggi sono:
- VOR
- DME
- VORTAC
- TACAN
- Loran C
- Loran D
- OMEGA.

La peculiarità di queste stazioni è la portata delle onde che trasmettono continuamente un segnale a frequenze UHF, VHF, MF, LF. Queste onde sono rispettivamente suddivise dalla gittata corta a quella più lunga; il sistema OMEGA, per esempio, utilizza frequenze basse (LF), con un raggio di copertura pari a quello di un continente.

## Funzionamento
I radiogoniometri misurano l'angolo formato dalla direzione della trasmissione radio captata e l'asse di mezzeria del veicolo su cui sono montati: possono farlo meccanicamente, cioè facendo ruotare fisicamente un'antenna direzionale, oppure elettricamente, confrontando i segnali ricevuti da più antenne diversamente orientate (array di antenne). Nota (dalle carte di navigazione) la posizione della trasmittente (radiofaro) captata, è possibile dedurre la direzione vera del veicolo, e (con due rilevamenti successivi a distanza di tempo, oppure con due diversi radiofari) anche la posizione.
Il radiogoniometro utilizza il codice Q per calcolare e definire i rilevamenti effettuati:
- QDR = è l'angolo con cui la stazione rileva il velivolo rispetto al nord magnetico;
- QTE = è l'angolo con cui la stazione rileva il velivolo rispetto al nord vero;
- QDM = è l'angolo con cui il velivolo rileva la stazione rispetto al nord magnetico: QDR-180. In altre parole rappresenta la rotta magnetica da seguire per raggiungere, in assenza di vento, la stazione;
- QUJ = è l'angolo con cui il velivolo rileva la stazione rispetto al nord vero: QTE-180. In altre parole rappresenta la rotta vera da seguire per raggiungere, in assenza di vento, la stazione

I difetti che il radiogoniometri incontrano sono:
- effetto notte;
- effetto suolo;
- effetto temporale;
- effetto costa.

Questi difetti non sono specifici dei radiogoniometri ma affliggono tutta la radionavigazione.